# Landkreis Uckermark
Powiat Uckermark (niem. Landkreis Uckermark) – powiat w niemieckim kraju związkowym Brandenburgia. Stolicą powiatu jest miasto Prenzlau, natomiast największe miasto to Schwedt. Najbardziej na północ położony powiat kraju związkowego. Zasięg terytorialny oraz nazwa powiatu nawiązują do historycznej Marchii Wkrzańskiej (niem. Uckermark).
Na wschodzie powiat Uckermark graniczy z polskimi powiatami polickim i gryfińskim, na południu z powiatem Barnim, na zachodzie z powiatem Oberhavel, na północnym zachodzie z powiatem Mecklenburgische Seenplatte, a na północy z powiatem Vorpommern-Greifswald.

## Geografia
Z powierzchnią 3 077 km² powiat Uckermark należy do największych powiatów Niemiec pod względem powierzchni, a jednocześnie do najrzadziej zaludnionych (38 os./km²).
Około 60 proc. powierzchni podlega ochronie przyrodniczej i krajobrazowej. Znajduje się tutaj ponad 500 jezior oraz trzy parki krajobrazowe: Park Przyrody Jezior Uckermark, Rezerwat Biosfery Schorfheide-Chorin i Park Narodowy Doliny Dolnej Odry.
Południowa część powiatu obejmuje część puszczy Schorfheide.

## Historia
Powiat w obecnej formie powstał w wyniku reformy administracyjnej w 1993 roku.

## Podział administracyjny
W skład powiatu wchodzi:
- pięć miast (niem. amtsfreie Stadt)
- trzy gminy (niem. amtsfreie Gemeinde)
- cztery urzędy (niem. Amt)

Miasta
| Lp. | Nazwa gminy  | Ludność (2022) | Powierzchnia km² |
| --- | ------------ | -------------- | ---------------- |
| 1   | Angermünde   | 14 244         | 324,24           |
| 2   | Lychen       | 3 167          | 111,98           |
| 3   | Prenzlau     | 18 847         | 142,96           |
| 4   | Schwedt/Oder | 33 578         | 360,73           |
| 5   | Templin      | 15 593         | 379,58           |

Gminy
| Lp. | Nazwa gminy        | Ludność (2022) | Powierzchnia km² |
| --- | ------------------ | -------------- | ---------------- |
| 1   | Boitzenburger Land | 3 022          | 217,37           |
| 2   | Nordwestuckermark  | 4 154          | 254,33           |
| 3   | Uckerland          | 2 514          | 167,22           |

Urzędy
| Lp. | Nazwa urzędu        | Ludność (2022) | Powierzchnia km² | Liczba gmin |
| --- | ------------------- | -------------- | ---------------- | ----------- |
| 1   | Brüssow (Uckermark) | 4 372          | 218,84           | 5           |
| 2   | Gartz (Oder)        | 6 348          | 264,15           | 5           |
| 3   | Gerswalde           | 4 424          | 293,93           | 5           |
| 4   | Gramzow             | 6 755          | 328,76           | 6           |

Nieuwzględniona powyżej gmina Pinnow (891 mieszkańców i 12,94 km² powierzchni) jest współzarządzana przez miasto Schwedt/Oder.

## Demografia
| Rok  | Mieszkańcy |
| ---- | ---------- |
| 1990 | 170 409    |
| 1995 | 160 310    |
| 2000 | 151 740    |
| 2005 | 139 326    |

| Rok  | Mieszkańcy |
| ---- | ---------- |
| 2010 | 129 738    |
| 2015 | 121 014    |
| 2020 | 118 250    |

## Współpraca zagraniczna
Powiat Uckermark jest częścią europejskiego regionu metropolitalnego dzięki współpracy w ramach aglomeracji szczecińskiej oraz w euroregionie Pomerania.